# Evocation II: Pantheon
Evocation II: Pantheon je sedmé studiové album švýcarské folkmetalové hudební skupiny Eluveitie. Vydáno bylo 18. srpna 2017 vydavatelstvím Nuclear Blast. Jedná se o akustické album, čímž jde o první akustickou desku skupiny od alba Evocation I: The Arcane Dominion (2009). Zároveň jde o první album nahrané s novými členy, kteří se ke kapele připojili v roce 2016 po odchodu Merlina Suttera, Anny Murphy a Ivo Henziho. Textově se deska věnuje keltským bohům, přičemž každá píseň představuje jednoho boha nebo bohyni. Z tohoto důvodu skupina na albu spolupracovala s různými vědci a odborníky na keltské jazyky a historii.

## Seznam skladeb
Všechny skladby napsal(i) Eluveitie. 
| Pořadí         | Název                | Délka |
| -------------- | -------------------- | ----- |
| 1.             | Dureððu              | 1:23  |
| 2.             | Epona                | 3:47  |
| 3.             | Svcellos II (Sequel) | 1:28  |
| 4.             | Nantosvelta          | 2:45  |
| 5.             | Tovtatis             | 1:05  |
| 6.             | Lvgvs                | 4:16  |
| 7.             | Grannos              | 3:23  |
| 8.             | Cernvnnos            | 2:54  |
| 9.             | Catvrix              | 2:44  |
| 10.            | Artio                | 5:11  |
| 11.            | Aventia              | 3:30  |
| 12.            | Ogmios               | 3:13  |
| 13.            | Esvs                 | 3:48  |
| 14.            | Antvmnos             | 3:43  |
| 15.            | Tarvos II (Sequel)   | 2:43  |
| 16.            | Belenos              | 3:09  |
| 17.            | Taranis              | 2:41  |
| 18.            | Nemeton              | 1:23  |
| Celková délka: | Celková délka:       | 53:06 |

## Obsazení
- Chrigel Glanzmann – zpěv, mandolína, mandola, píšťaly, dudy, akustická kytara, irské loketní dudy, irský buben
- Fabienne Erni – zpěv, keltská harfa, mandola
- Rafael Salzmann – kytara
- Jonas Wolf – kytara
- Kay Brem – basová kytara, akustická basová kytara
- Matteo Sisti – dudy, píšťaly
- Nicole Ansperger – housle
- Alain Ackermann – bicí
- Michalina Malisz – niněra